# وانغ شي تينغ
وانغ شي تينغ (بالصينية: 王思婷) مواليد 19 أكتوبر 1973 في تاينان، تايوان، هي لاعبة كرة مضرب تايوانية سابقة بدأت مسيرتها كمحترفة سنة 1991، اعتزلت اللعب في 2000. كما أنها إحدى بطلات الجراند سلام. أعلى تصنيف لها في الفردي كان المركز الـ 26 في سنة 1993. أعلى تصنيف لها في الزوجي كان المركز الـ 39 في سنة 1998. سبق أن شاركت في دورة الألعاب الأولمبية الصيفية.

## روابط خارجية
- وانغ شي تينغ على موقع رابطة محترفات التنس (الإنجليزية)
- وانغ شي تينغ على موقع الاتحاد الدولي لكرة المضرب (الإنجليزية)
- وانغ شي تينغ على موقع كأس بيلي جين كينغ (الإنجليزية)
- وانغ شي تينغ على موقع خلاصة التنس.كوم (الإنجليزية)
- وانغ شي تينغ على موقع أوليمبيديا (الإنجليزية)